# Notre-Dame des Champs et des Vignes

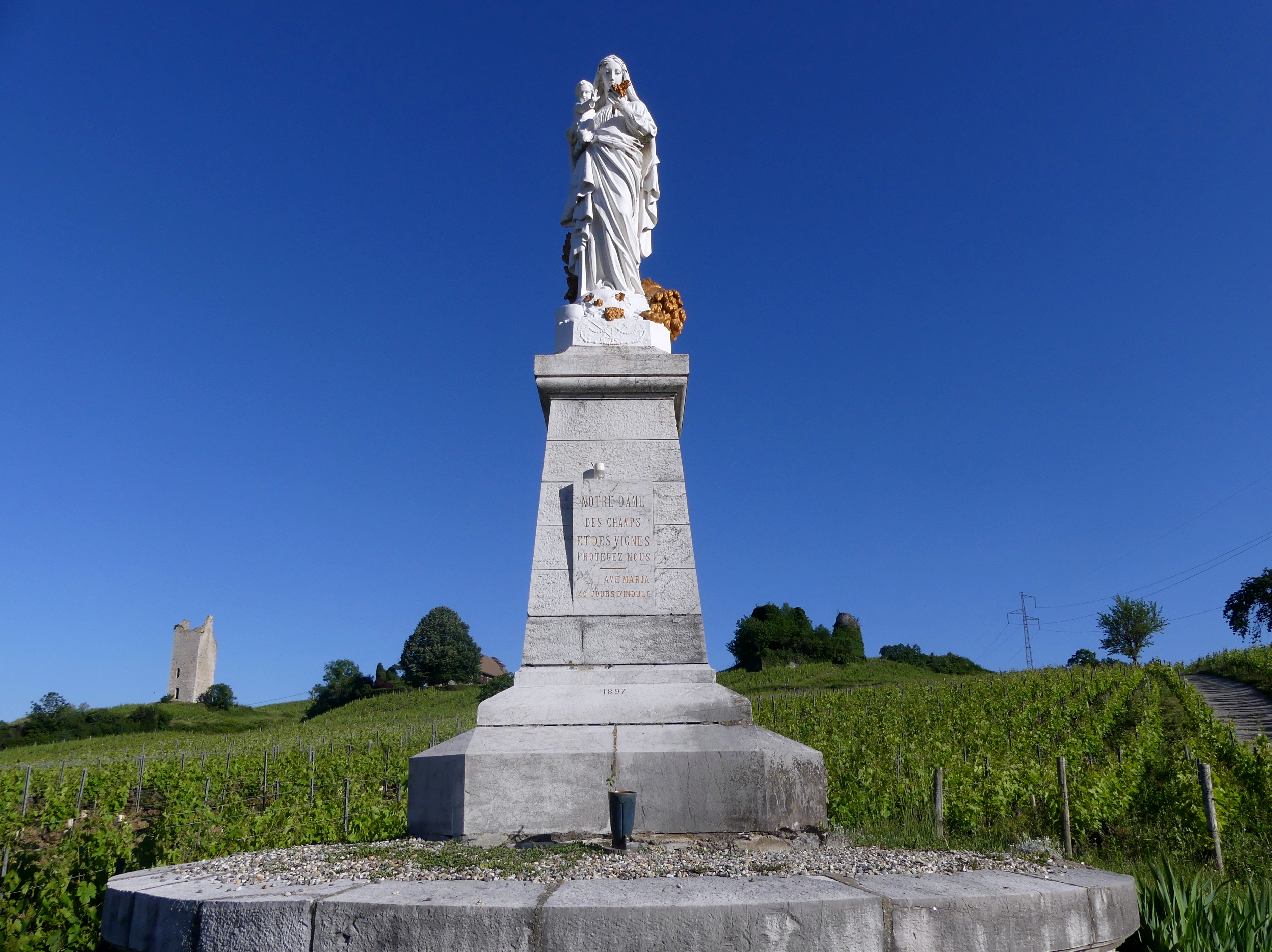
Statue de Notre-Dame des Champs et des Vignes

Notre-Dame des Champs et des Vignes est un vocable de la Vierge Marie pour une statue érigée sur un rocher qui domine les vignobles d’Arbin sur la Commune de Chignin au lieu-dit Saint-Anthelme.

## Histoire
La statue a été érigée en 1897 pour lutter contre les ravages du phylloxéra, sur un rocher, avec comme soubassement un socle de pierre avec une vue magnifique sur la Combe de Savoie, le Mont Granier et le Massif de la Lauzière.

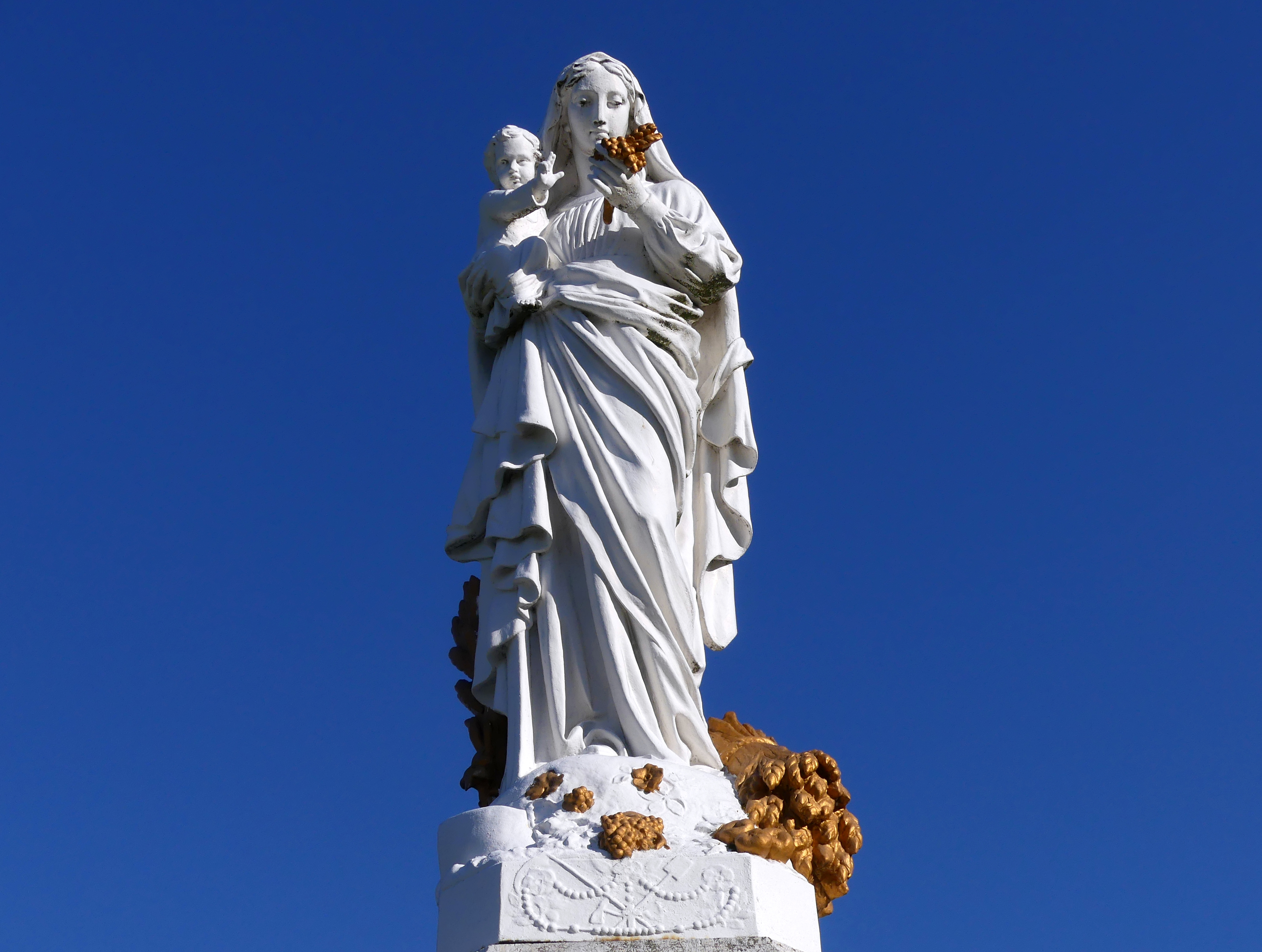
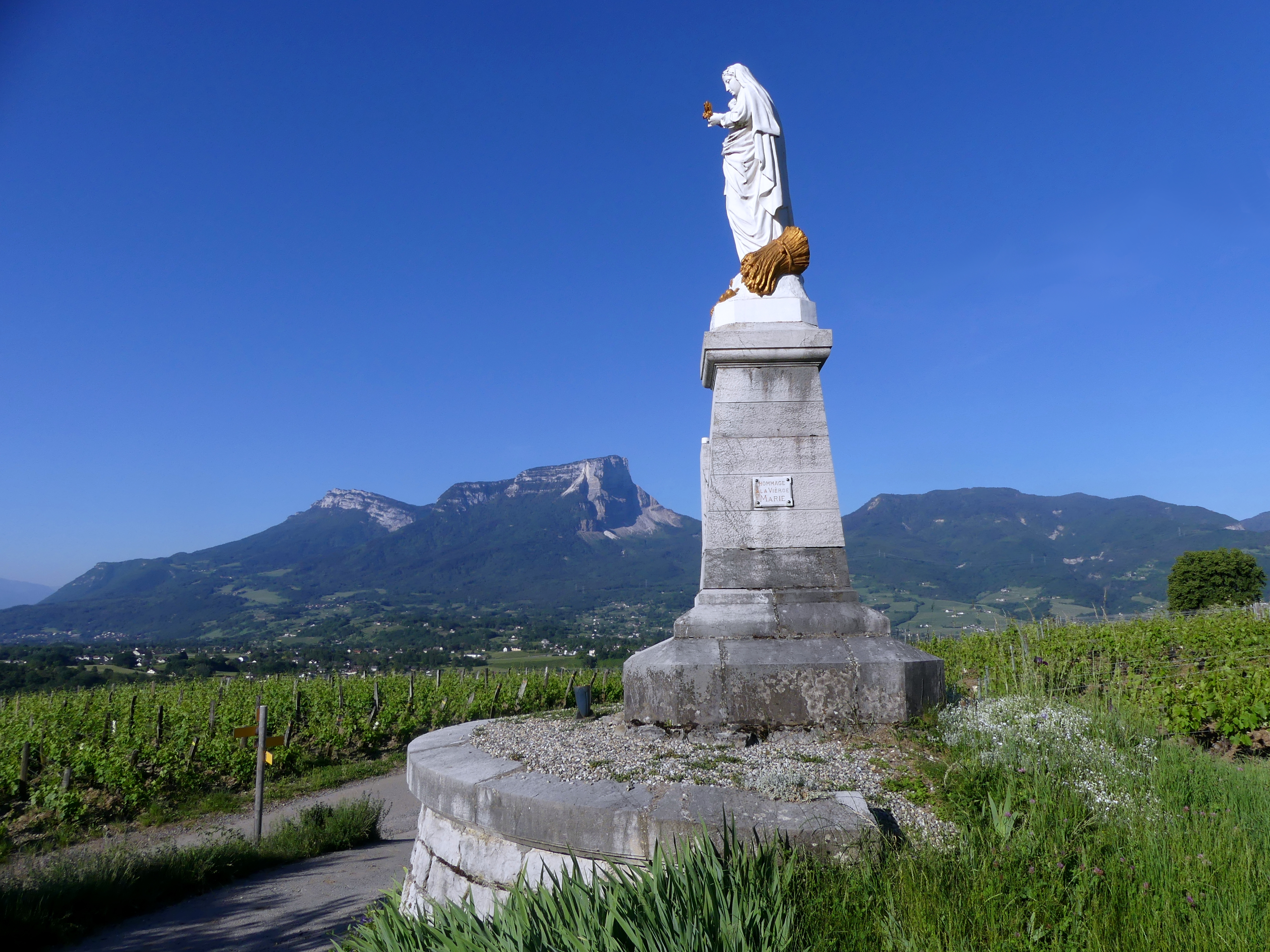
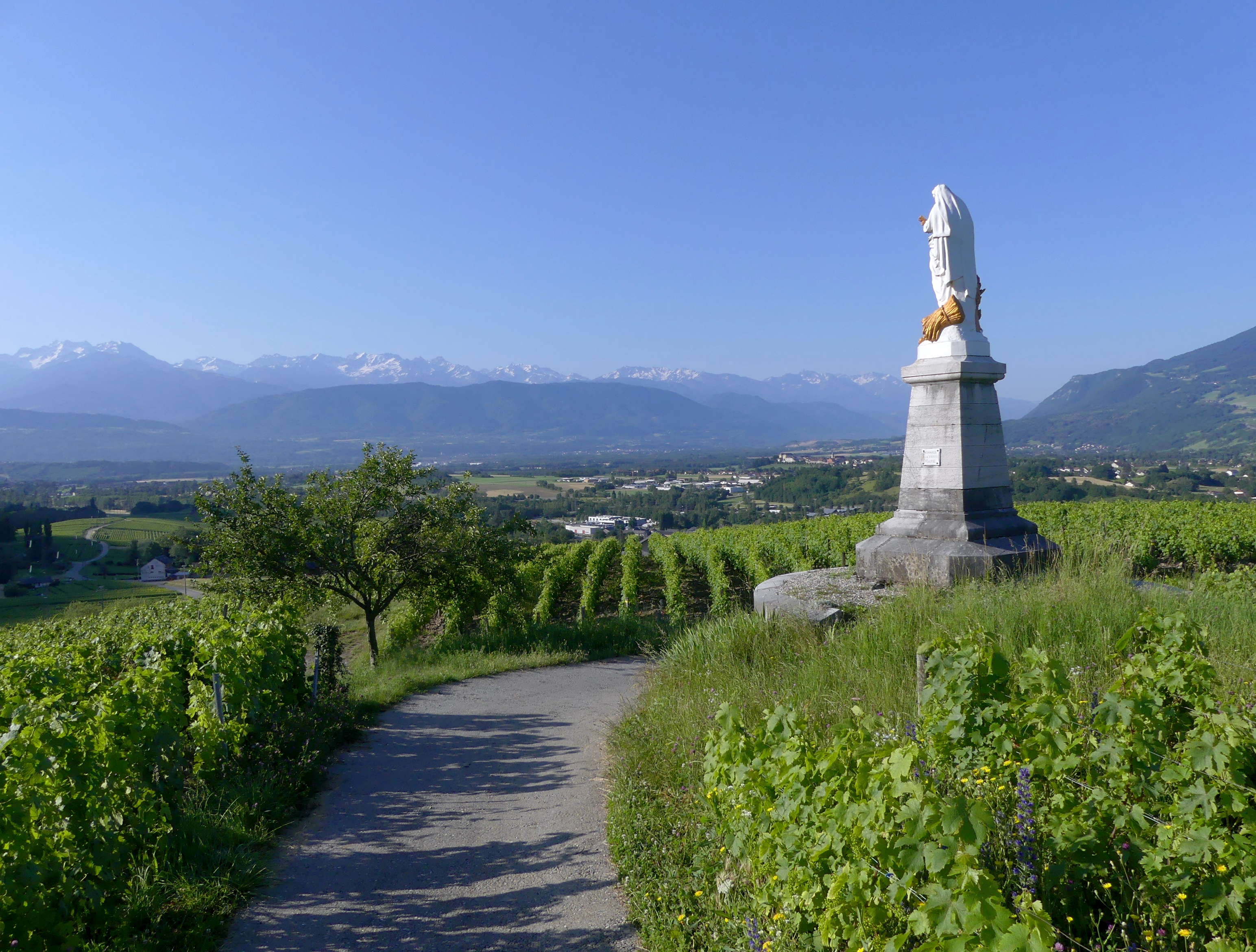